# Archieparchia Bejrutu (ormiańskokatolicka)
Archieparchia bejrucka (łac. Archidioecesis Berytensis Armenorum)  – archidiecezja Kościoła katolickiego obrządku ormiańskiego z siedzibą w Bejrucie, obejmująca swoim zasięgiem terytorium Libanu.

## Historia
Prześladowania chrześcijan w Anatolii podczas I wojny światowej i w pierwszych latach po narodzinach nowoczesnej Turcji doprowadziły dziesiątki tysięcy chrześcijan do ucieczki na teren Syrii i Libanu. Wśród nich znalazło się wiele tysięcy ormiańskich katolików, ocalałych z ludobójstwo Ormian.
Od maja do lipca 1928 biskupi ormiańscy, zgromadzeni w Rzymie pod przewodnictwem kardynała Luigiego Sincero, sekretarza Kongregacji ds. Kościołów Wschodnich, dokonali reorganizacji ormiańskiego Kościoła katolickiego. Postanowiono wówczas między innymi przenieść od 23 czerwca rezydencję patriarchy cylicyjskiego ze Stambułu do klasztoru w Bzommar pod Bejrutem.
Archieparchię bejrucką ustanowiono 25 stycznia 1929 na mocy brewe „Litteris apostolicis” papieża Piusa XI jako archidiecezję właściwą dla patriarchy cylicyjskiego.

## Charakterystyka
Archieparchia bejrucka obejmuje wszystkich katolików obrządku ormiańskiego w Libanie. Podzielona jest na 7 parafii: dwie w Bejrucie i po jednej w Andżar, Burdż Hammud, Bzoummar, Zahla i Zalka (wieś w dystrykcie Al-Matin). Główną świątynią archidiecezji jest archikatedra św. Eliasza i św. Grzegorza Oświeciciela w Bejrucie. Dawna katedra Zaśnięcia Matki Bożej znajduje się na terenie rezydencji patriarchy cylicyjskiego przy klasztorze w Bzommar.

## Arcybiskupi
Funkcję arcybiskupów Bejrutu pełnią patriarchowie Cylicji. Nie mianuje się oddzielnego arcybiskupa Bejrutu. 
- Bohos Bedros XIII Terzian (1929–1931)
- Awedis Bedros XIV Arpiarian (1931–1937)
- Krikor Bedros XV Agadżanian (1937–1962)
- Iknadios Bedros XVI Batanian (1962–1976)
- Hemaiag Bedros XVII Guedigujan (1976–1982)
- Howannes Bedros XVIII Kasparian (1982–28 listopada 1998)
- Nerses Bedros XIX Tarmuni (7 października 1999-25 czerwca 2015)
- Krikor Bedros XX Ghabroyan (25 lipca 2015-25 maja 2021)
- Raphaël Bedros XXI Minassian (od 23 września 2021)

## Biskupi pomocniczy
- Laurent Sahag Koguian (Kogy), biskup tytularny Comana Armeniae(inne języki) (11 grudnia 1950 – 1 kwietnia 1963)
- Mesrob Terzian, biskup tytularny Comana Armeniae (6 czerwca 1963 – 14  stycznia 1971)
- Vartan Achkarian(inne języki) CAM, biskup tytularny Tokat degli Armeni(inne języki) (28 września 1987 – 11 czerwca 2011)
- Jean Teyrouz ICPB, biskup tytularny Melitene degli Armeni(inne języki) (27 września 2000 – 2 lutego 2013)
- Kévork Assadourian ICPB, biskup tytularny Amida degli Armeni  (5 września 2015 – 14 grudnia 2023)
- Robert Badichah (3 kwietnia 2024 – nadal)